# 吉田莉々加
吉田 莉々加（よしだ りりか、2000年7月27日 - ）は、日本の女優。元宝塚歌劇団花組の男役。宝塚歌劇団時代の芸名は礼哉 りおん（れいや りおん）。
東京都三鷹市、明星学園中学校出身。ジャパン・ミュージックエンターテインメント所属。愛称は、りりか、れいや。

## 来歴
2016年、宝塚音楽学校入学。
2018年、音楽学校卒業後、宝塚歌劇団に104期生として入団。入団時の成績は39番。星組公演「ANOTHER WORLD／Killer Rouge」で礼哉りおんとして初舞台。その後、花組に配属。
2022年4月6日、「TOP HAT」（梅田芸術劇場公演）千秋楽をもって、宝塚歌劇団を退団。
退団後は吉田莉々加と改名して芸能活動を再開。

## 宝塚歌劇団時代の主な舞台

### 初舞台
- 2018年4 - 6月、星組『ANOTHER WORLD』『Killer Rouge（キラー ルージュ）』（宝塚大劇場のみ）

### 花組時代
- 2018年7 - 10月、『MESSIAH（メサイア）-異聞・天草四郎-』『BEAUTIFUL GARDEN-百花繚乱-』
- 2018年11 - 12月、『蘭陵王（らんりょうおう）-美しすぎる武将-』（ドラマシティ・KAAT神奈川芸術劇場） - 従者
- 2019年2 - 4月、『CASANOVA』 - 新人公演：従者
- 2019年8 - 11月、『A Fairy Tale -青い薔薇の精-』 - 新人公演：精霊ダンサー
- 2020年7 - 11月、『はいからさんが通る』[注釈 1]
- 2021年4 - 7月、『アウグストゥス-尊厳ある者-』『Cool Beast!!』[注釈 2]
- 2021年8 - 9月、『銀ちゃんの恋』（KAAT神奈川芸術劇場・ドラマシティ） - 橘のマネージャー
- 2021年11 - 12月、『元禄バロックロック』 - 新人公演：ゴエモン（本役：泉まいら）『The Fascination（ザ ファシネイション）!』（宝塚大劇場）
- 2022年1 - 2月、『元禄バロックロック』『The Fascination（ザ ファシネイション）!』（東京宝塚劇場）
- 2022年3 - 4月、『TOP HAT』（梅田芸術劇場）  退団公演

## 宝塚歌劇団退団後の主な活動

### 舞台
- 2023年9月 - 10月、『ロジャース／ハート』（よみうりホール・北國新聞赤羽ホール・松下IMPホール）[6]

### ドラマ
- 『不適切にもほどがある!』第3話（2024年2月9日、TBS系列） - タイムキーパー[7]
- 『西園寺さんは家事をしない』第4話（2024年7月30日、TBS系列） - モエママ[8]

### デジタル写真集
- 2023年07月21日、『吉田莉々加「元タカラジェンヌの完璧ボディライン」 週刊現代デジタル写真集（講談社）』[9]

- 2024年03月22日、『吉田莉々加「DOLLもうらやむ9頭身BODY」 週刊ポストデジタル写真集（小学館）』[10]

- 2025年02月28日、『吉田莉々加「超絶グラマラス！」 FRIDAYデジタル写真集（講談社）』[11][12]

- 2025年03月28日、『吉田莉々加「NEW EROKAWAII」 週刊ポストデジタル写真集（小学館）』[13]

- 2025年04月07日、『吉田莉々加「すべてが武器」 週プレ PHOTO BOOK（集英社）』[14][15]